# Opavská okresní soutěž mužů 2004/2005
Sezóna 2004/2005 okresní soutěže mužů v ledním hokeji. Soutěže se účastnilo 6 klubů z Opavska.

## Účastníci
- HC Lipina Markvartovice
- TJ Sokol Těškovice
- Slavia Malé Hoštice B
- HC Bijci Opava
- HC Hať
- SK HC Prajz Hlučín

## Konečná tabulka
| pořadí | Tým                     | zápasy | výhry | remízy | prohry | score | body |
| ------ | ----------------------- | ------ | ----- | ------ | ------ | ----- | ---- |
| 1.     | HC Lipina Markvartovice | 10     | 10    | 0      | 0      | 79:25 | 20   |
| 2.     | HC Hať                  | 10     | 7     | 0      | 3      | 49:25 | 14   |
| 3.     | Slavia Malé Hoštice B   | 10     | 4     | 1      | 5      | 39:41 | 9    |
| 4.     | TJ Sokol Těškovice      | 10     | 4     | 0      | 6      | 43:60 | 8    |
| 5.     | SK HC Prajz Hlučín      | 10     | 3     | 1      | 6      | 29:43 | 7    |
| 6.     | HC Bijci Opava          | 10     | 1     | 0      | 9      | 24:69 | 2    |